# An Evening with Il Divo: Live in Barcelona
An Evening with Il Divo: Live in Barcelona (en català una nit amb Il Divo: Concert a Barcelona), és una presentació en viu disponible tant en format Blu-ray com un conjunt de DVD + CD de música, del directe a Barcelona el 3 d'abril del 2009, al Palau Sant Jordi del quartet de crossover clàssic Il Divo.
El material conté cançons del repertori dels cinc àlbums d'estudi i de l'anterior disc The Promise, posicionat en el setè lloc de la llista Billboard, en la seva categoria clàssica. Conté cançons interpretades principalment en anglès i en castellà, i el DVD inclou escenes darrere de l'escenari i una entrevista amb el grup. Ideat pel director creatiu Guillermo Baker, el concert va ser una demostració de tecnologia avançada, amb el públic al costat d’Il Divo en una experiència única.
Giorgio Armani va crear el vestuari de Carlos Marín, David Miller, Sebastien Izambard i Urs Buhler per a aquest concert.
L'àlbum en directe va aconseguir la primera posició de vendes a Portugal i els Països Baixos i va ser Disc d'Or a Mèxic, entre molts altres països de tot el món.

## Temes

### DVD
| Núm. | Títol                                        | Composició                                                                 | Durada |
| ---- | -------------------------------------------- | -------------------------------------------------------------------------- | ------ |
| 1.   | «Somewhere»                                  | Leonard Bernstein, Stephen Sondheim                                        |        |
| 2.   | «Regresa a mí»                               | Diane Warren                                                               |        |
| 3.   | «La Promessa»                                | Jörgen Elofsson, Francesco Galtieri                                        |        |
| 4.   | «Angelina»                                   | Alcaraz Gomez, Gordeno, Larossi                                            |        |
| 5.   | «Isabel»                                     | Andreas Romdhane, Gabriel Fauré                                            |        |
| 6.   | «Bridge over Troubled Water»                 | Paul Simon                                                                 |        |
| 7.   | «She»                                        | Charles Aznavour, Herbert Kretzmer                                         |        |
| 8.   | «Passerà»                                    | Aleandro Baldi, Giancarlo Bigazzi, Marco Falagiani                         |        |
| 9.   | «Senza Catene Unchained Melody»              | Alex North, Hy Zaret                                                       |        |
| 10.  | «Mamá»                                       | Larossi, Savan                                                             |        |
| 11.  | «Nights In White Satin Notte di Luce»        | Mario Frangoulis, Justin Hayward                                           |        |
| 12.  | «The Winner Takes It All Va toda al ganador» | Benny Andersson, Björn Ulvaeus                                             |        |
| 13.  | «Without You Desde el día que te fuiste»     | Thomas Evans, Peter Ham                                                    |        |
| 14.  | «Pour que tu m'aimes encore»                 | Jean-Jacques Goldman                                                       |        |
| 15.  | «Everytime I Look At You»                    | Andy Hill                                                                  |        |
| 16.  | «Hallelujah»                                 | Leonard Cohen                                                              |        |
| 17.  | «Adagio»                                     | Tomaso Albinoni, Remo Giazotto                                             |        |
| 18.  | «La Vida Sin Amor»                           | Alcaraz Gomez, David Kreuger, Per Magnusson, Pablo Pinilla, Matteo Saggese |        |
| 19.  | «Caruso»                                     | Lucio Dalla                                                                |        |
| 20.  | «La Fuerza Mayor - The Power of Love»        | Peter Gill, Holly Johnson, Brian Nash, Mark O'Toole, Rudy Pérez            |        |
| 21.  | «A Mi Manera My Way»                         | Paul Anka, Revaux, Thibault                                                |        |
| 22.  | «Amazing Grace»                              | Dave Arch, Urs Bühler, Sebastian Izambard, Carlos Marin, Tradizionale      |        |
| 23.  | «The Impossible Dream»                       | J. Darion                                                                  |        |

### CD
| Núm. | Títol                                    | Composició                                                            | Durada |
| ---- | ---------------------------------------- | --------------------------------------------------------------------- | ------ |
| 1.   | «Regresa a mí»                           | Diane Warren                                                          | 5:01   |
| 2.   | «Senza Catene Unchained Melody»          | Alex North, Hy Zaret                                                  | 3:41   |
| 3.   | «La Promessa»                            | Jörgen Elofsson, Francesco Galtieri                                   | 4:54   |
| 4.   | «Adagio»                                 | Tomaso Albinoni, Remo Giazotto                                        | 4:46   |
| 5.   | «Somewhere»                              | Leonard Bernstein, Stephen Sondheim                                   | 3:28   |
| 6.   | «Nights In White Satin Notte di Luce»    | Mario Frangoulis, Justin Hayward                                      | 4:35   |
| 7.   | «Without You Desde el día que te fuiste» | Thomas Evans, Peter Ham                                               | 3:39   |
| 8.   | «Hallelujah»                             | Leonard Cohen                                                         | 3:18   |
| 9.   | «Amazing Grace»                          | Dave Arch, Urs Bühler, Sebastian Izambard, Carlos Marin, Tradizionale | 3:57   |
| 10.  | «A Mi Manera My Way»                     | Paul Anka, Revaux, Thibault                                           | 4:29   |